# Házmán Ferenc

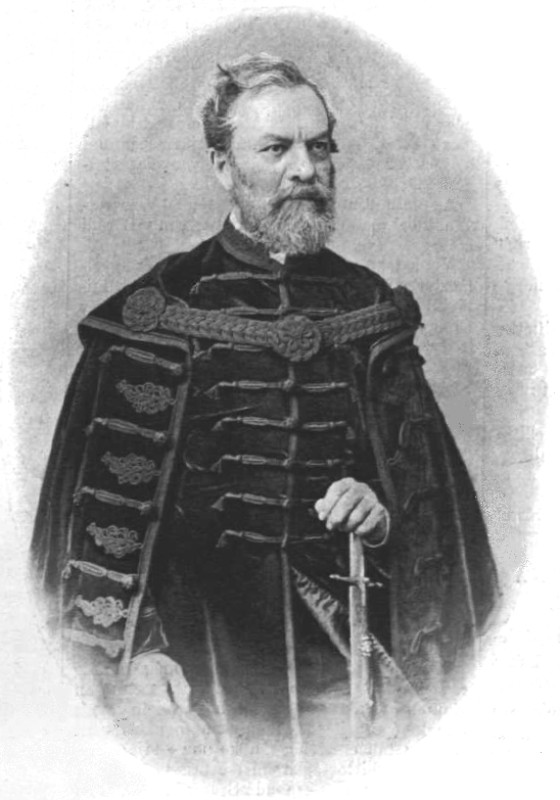
Házmán Ferenc

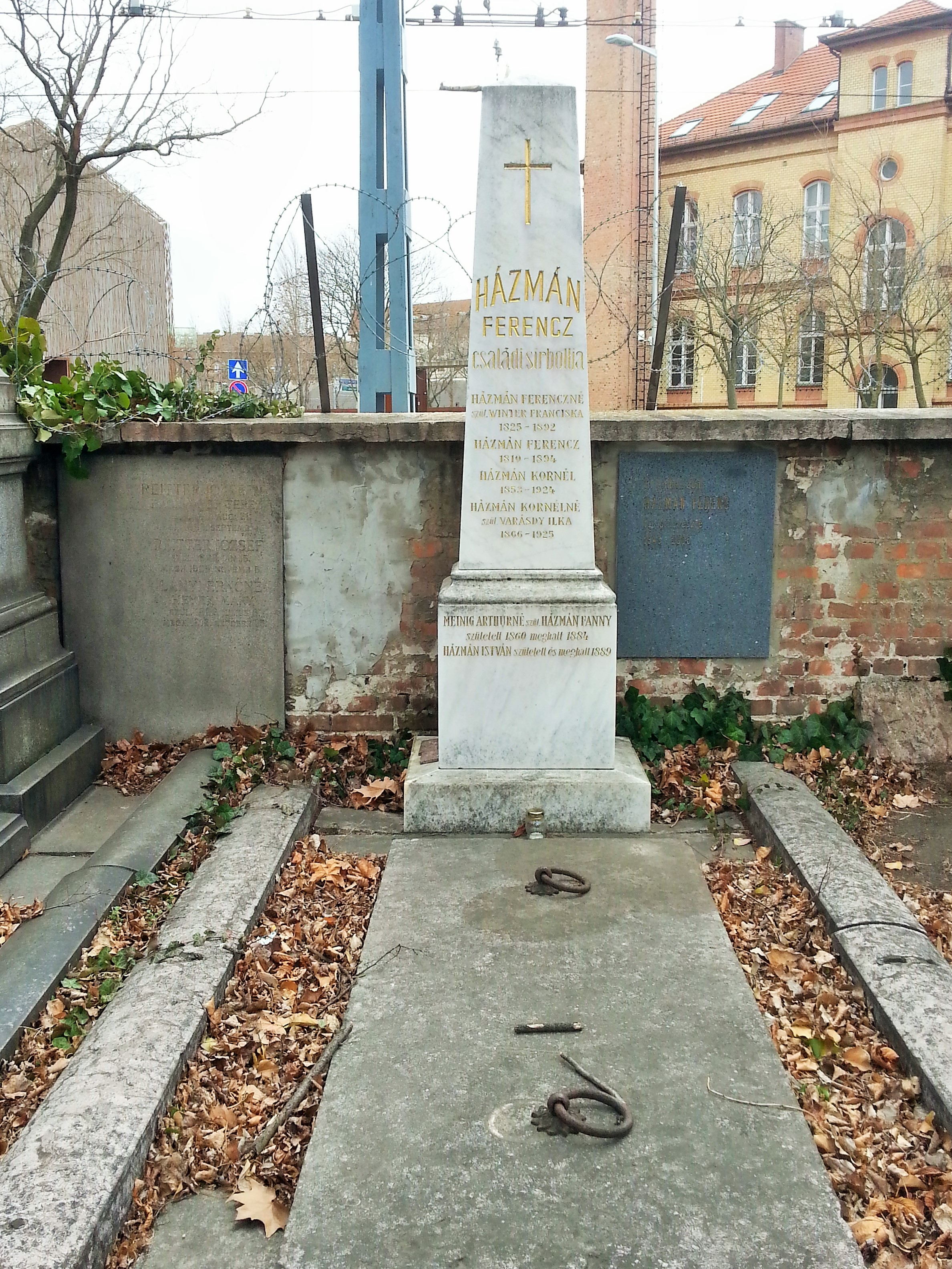
Sírja a Fiumei úti sírkertben

Házmán Ferenc, eredeti nevén: Haszman (Hassmann) Ferenc (Budaújlak, 1810. április 21. – Budapest, 1894. április 7.) jogász, reformkori politikus, az első városi tanácsnok, aki a budai tanácsteremben magyarul szólalt fel (1844); Buda és Pest egyesítésének egyik első kezdeményezője, az első felelős magyar minisztérium belügyi államtitkára; a szabadságharc leverése után a Szent Korona elrejtőinek egyike. Az emigrációból – amely alatt távollétében halálra ítélték – a kiegyezés után tért haza. Buda város, 1873-as városegyesítés előtti, utolsó polgármestere.

## Élete

### Származása, ifjú évei
Jómódú német polgári családból származott. Szőlőművelő ősei a 18. század elején érkeztek a német fejedelemségek területéről Magyarországra. Apja, Hassmann Pál, az egyik legtehetősebb újlaki gazda, 1830-tól 1838-ban bekövetkezett haláláig a helység albírója volt, édesanyja az egyik leggazdagabb budai polgárcsaládból, a Holtzspach-családból származott. Tizenkét gyermekükből öt érte meg a felnőttkort, a legidősebb Ferenc volt. A fiatalabb fiúk közül Károly molnár és lisztkereskedő lett, János pedig folytatta ősei foglalkozását, a szőlőművelést.
Ferencet szülei tudományos pályára szánták és ügyvédnek nevelték. Az elemi iskolát Budaújlakon, középiskolai tanulmányait Esztergomban a bencéseknél, Nyitrán a piaristáknál és Budán végezte, majd jogi diplomát szerzett a Pesti Egyetemen. Tanulmányai befejeztével, 1833-ban, Buda város szolgálatába állt mint írnok.
Előmenetele gyors volt: 1837-ben tiszti főügyésznek, 1843-ban pedig főjegyzőnek választották meg. 1843-44-ben, majd 1847-48-ban Buda város követe volt a pozsonyi országgyűlésen. Reformerként hevesen ellenezte a rendi alkotmány és a nemesi kiváltságok fenntartását. A főváros tisztviselőjeként, Budán – származása ellenére – a magyarság zászlóvivője volt. Az 1843-44. évi törvények alapján az ő ajkairól hangzott el először magyar szó a budai tanácsteremben, s magyar írók és költők, elsősorban Döbrentei Gábor kezdeményezését felkarolva, kiharcolta a közgyűlésben a budai hegyvidék dűlőneveinek magyarítását. Alapítója volt a Budavári Casino Egyletnek, az Országos Védegylet Buda Vidéki Osztályának, s a Kossuth Lajos által alapított Iparegyesület helyi szervezetének.

### A szabadságharc idején
Az első felelős minisztériumban Szemere Bertalan belügyminiszter mellett a városi ügyek osztályának főnöke lett, majd belügyi államtitkár, ezredesi ranggal. Ő szervezte meg és indította be a belügyminisztérium adminisztratív munkáját, teremtette meg a Pestre összehívott népképviseleti országgyűlés munkájának feltételeit, bonyolította le és ellenőrizte a választásokat: Hivatali teendői közé tartozott a Partium visszacsatolásával és Erdély uniójával kapcsolatban felmerült adminisztrációs munka megszervezése, a határőrség ügyei, a kormánybiztosok megbízólevelének kiállítása stb.
Az országgyűlés 1848. április 7-i ülésén elsőként vetette fel Buda és Pest egyesítésének ötletét.
Amikor 1848 végén az országgyűlés és az Országos Honvédelmi Bizottmány is Debrecenbe költözött, Házmán az utolsók között hagyta el Pestet. Útközben azonban megfázott, tüdőgyulladást kapott, így Aszódon és környékén volt kénytelen bujkálni, s csak április közepén csatlakozhatott a Bizottmányhoz.
A Szemere-kormány megalakulását követően Batthyány Kázmér külügyminiszter őt bízta meg a külügyi osztály szervezésével.

### Emigrációban
A világosi fegyverletétel után Kossuth Lajossal és Szemere Bertalannal együtt külföldre menekült, magukkal víve a Szent Koronát is Pest-Budáról. Szegeden, Aradon és Karánsebesen át érkeztek Orsovára, ahol végül is Szemere Bertalan miniszterelnökkel, valamint Lórodi (Eischl) Ede belügyminisztériumi tanácsossal és Grimm Vince nyomdász, tipográfussal együtt 1849. augusztus 20-án elásták a koronázási jelvényeket.
Augusztus 28-án Vidinnél átlépve a határt, Törökországba ment, ahol internálták. Két évet töltött Kütahyaban; Kossuth nemzetközi kapcsolatot kiépítő kabinetjében dolgozott, emellett rendszeresen adott francia nyelvleckéket emigráns társainak. Egyesek azt terjesztették el róla, hogy Lórody Edével együtt az osztrákoknak kémkedik. Több hónap után maga Kossuth minősítette rágalomnak ezt az állítást. Házmán tagja volt annak az emigráns csoportnak, amely Kossuth vezetésével 1851. szeptember 10-én felszállt a Mississippire, az Egyesült Államok Dardanelláknál horgonyzó gőzhajójára, amellyel november 10-én New Yorkba érkeztek.
Eközben, 1851. szeptember 22-én, idehaza, a vésztörvényszék harmincöt vezető társával együtt, mint „főbűnöst”, távollétében (in contumatiam) Házmánt is kötél általi halálra ítélte és jelképesen (in effigie) felakasztatta.
Házmán New Yorkban telepedett le. Vagyon és biztos jövedelem híján sokat nélkülözött, hosszabb ideig napszámban dolgozott, majd egy kalapgyárban, de volt nyelvtanár, borkereskedő, fényképész, végül megpróbálkozott a selyemhernyó-tenyésztéssel is – sikerrel. Ott-tartózkodása során mindvégig tartotta kapcsolatot emigráns társaival, különösen egykori főnökével, Szemerével, aki 1853-ban megbízta őt, nézzen utána, mi történt visszaemlékezései kéziratának amerikai kiadásával (érdektelenség miatt elmaradt). Terjedelmes levelekben számolt be egyéni gondjairól, és az Amerikába vetődött, ott küzdelmes életet folytató, azonban többnyire elbukó emigránsok szomorú sorsáról.
A magyar szabadság eszméjét az emigrációban sem adta fel, aktívan részt vett a menekültek és száműzöttek rendezvényein. 1853. november 10-én, a közelgő orosz-török háború hírére, a szabadságharc újrakezdésében reménykedő magyarok nagygyűlésén ő is tagja lett annak a választmánynak, amelynek feladata a hazatérés megszervezése, koordinálása lett volna.
Az amerikai polgárháború alatt az északiak meggyőződéses híve.

### Hazatérése után
1863 októberében engedélyt kapott a hazatérésre, azzal a feltétellel, hogy hűségesküt tesz. Ő erre nem volt hajlandó. Végül, az alkotmány helyreállításakor, Hunfalvy János polihisztor, a magyar tudományos földrajz megalapozója unszolására, rövid párizsi tartózkodás után, 1867-ben, feleségével és két gyermekével együtt hazatért. Budai polgárok felkérésére ismét politikai szerepet vállalt: 1867 és 1873 között Buda utolsó polgármestere volt.
E hat év alatt sokat tett az addig szegény, rendkívül alacsony bevételekkel bíró, ugyanakkor adósságterhek alatt roskadozó városért. Városi kézbe vetette a kő- és homokbányákat, nagyszabású útépítési programot hajtott végre. Megszüntette a várnegyed erődjellegét. Nevéhez köthető a vízvezeték-hálózat kiépítése, a Duna-part szabályozása, valamint a Svábhegyi Fogaskerekű Vasút megvalósítása. 1873. május 21-én írta alá a közlekedési eszköz építéséről szóló jegyzőkönyvet a bázeli társaság képviselőjével, Cathry Szaléz Ferenc mérnökkel. Polgármestersége idején épült meg a Margit híd. Propagálta és segítette a korszerű gázvilágítás bevezetését a városban.
1869-től 1873-ig – a polgármesterség mellett – Buda város országgyűlési képviselője. Továbbra is következetesen kiállt Buda, Pest és Óbuda egyesítéséért. A cél elérése érdekében 1870. július 16-án Wahrmann Mór pesti képviselővel együtt törvényjavaslatot terjesztett elő az országgyűlésben. Tagja lett a képviselőháznak benyújtandó egyesítési törvényjavaslatot előkészítő szakbizottságnak.
Az egyesített főváros polgármesterének jelölték, s mindössze negyven szavazatkülönbséggel maradt le a nála jóval fiatalabb, s energikusabb Ráth Károly mögött.
Házmán Ferenc ezután még hosszú évekig tevékeny maradt: 1873-tól 1878-ig Budapest II. kerületének Deák-párti országgyűlési képviselője, 1874 és 1886 között a Fővárosi Közmunkák Tanácsának tagja, emellett a Magyar Leszámítoló és Pénzváltó Bank igazgatója. 1886-ban vonult vissza a közéletből.
Két, az Amerikai Egyesült Államokban született gyermeke volt: Kornél, aki vasúti mérnöknek tanult, és Franciska, aki Meinig Artúr építész hitveseként fiatalon hunyt el.
A Lipót-rend lovagja volt.

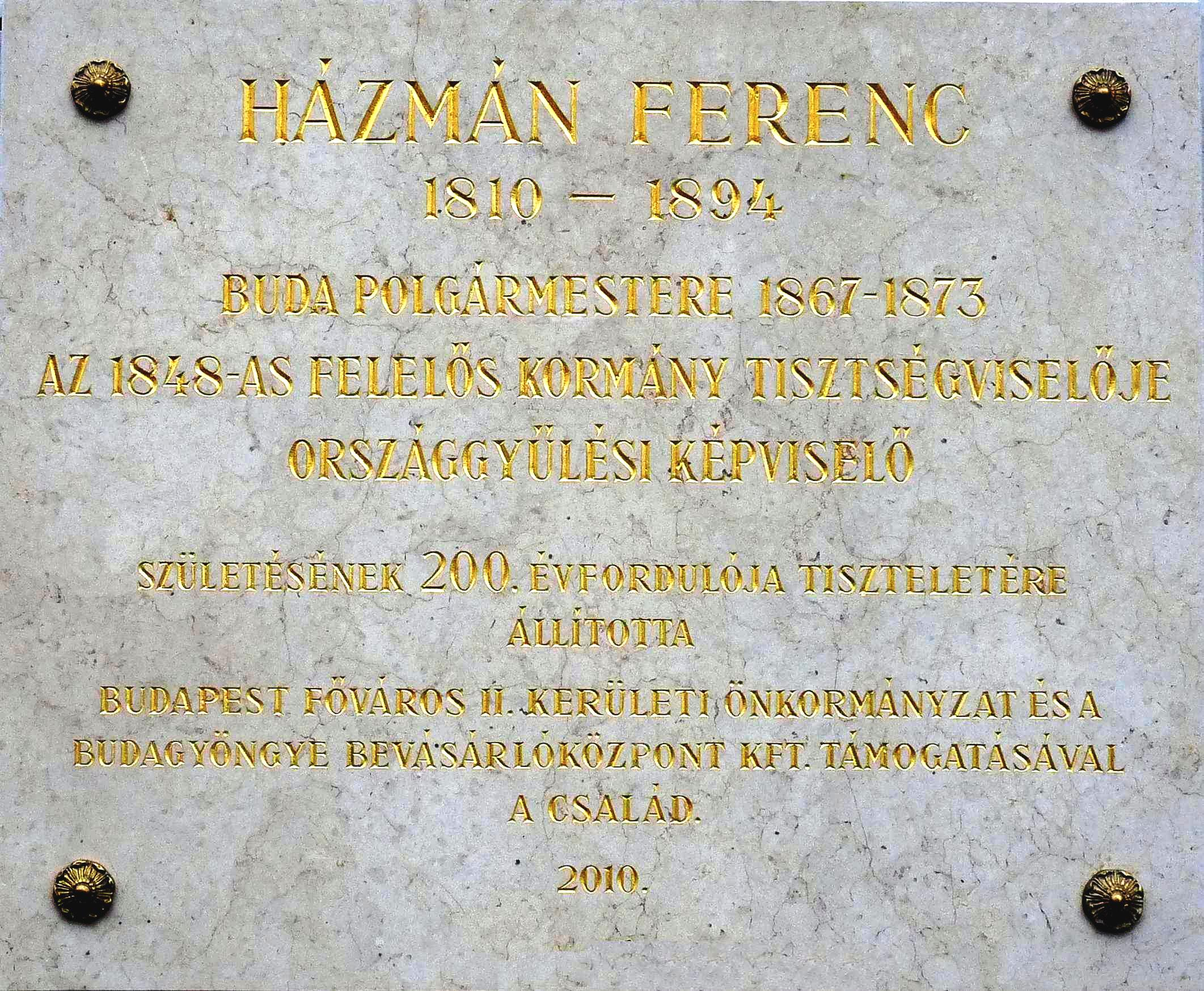
Házmán Ferenc emléktáblája Pasaréten

Utolsó éveit csöndes visszavonultságban, Kornél fiánál, annak Andrássy úti otthonában töltötte. Halálának körülményei legendássá váltak: Kossuth halála lelke mélyéig megrendítette. „Meglássátok, utána megyek!” mondta családja körében, s hat nappal Kossuth Lajos temetése után ő is elhunyt – ugyanabban a betegségben, mint az egykori kormányzó. Pesten temették el, az akkorra dísztemetővé előlépett Kerepesi temetőben, felesége és leánya mellé; a J. 228 jobb oldali falsírboltban nyugszik.

## Emlékezete
- 1900-ban egy újonnan létesített utcát neveztek el róla a Pasaréten (Budapest II. kerület, Szilágyi Erzsébet fasor 61. és Pasaréti út 68. között.)
- Születése 200. évfordulója alkalmából 2010. december 14-én emléktáblát helyeztek el a róla elnevezett utca 1. szám alatti épületen.